# 宮近海斗
宮近海斗（日语：／ Miyachika Kaito，1997年9月22日—），是日本東京都出身的偶像、歌手、演員，隸屬於星達拓娛樂，為旗下團體 Travis Japan 的成員及隊長

## 簡歷
- 幼稚園開始學習足球，小學3年級時被母親認為節奏感很差，而報名舞蹈教室的課程。一開始雖不情願，卻漸漸對跳舞產生興趣，甚至比足球更加熱衷[2]
- 小學5年級時放棄足球，在母親要求下參加傑尼斯事務所甄選，於2010年10月30日入社。同期入社的還有團員中村海人、松倉海斗，以及佐藤勝利、目黑蓮
- 2012年2月與吉澤閑也、中村海人、阿部顯嵐、梶山朝日一同觀摩舞台劇時，參加了 Travis Payne 的舞蹈課程[3]，組成團體 Travis Japan
- 2022年 Travis Japan 與美國 Capitol Records 簽約，於10月28日以數位單曲《JUST DANCE!》正式出道[4]
- 與團員中村海人、松倉海斗有許多共通點，包含名字發音相同（Kaito / ）、1997年出生、2010年10月30日入社、O型、高中三年同班，因此被合稱為「Triple Kaito（トリプルカイト）」，與中村海人又被稱為「W Kaito（Wカイト）」
- 2024年9月22日開設個人 TikTok 帳號，2025年4月1日開設個人 X 帳號

## 演出經歷
僅列出個人演出，組合相關的演出請參考 Travis Japan

### 電視劇
- 激流～你還記得我嗎？～（2013年6月25日 - 8月14日、NHK）- 鯖島豐（中學時代）
- 哥哥扭蛋 （2015年1月11日 - 3月29日、日本電視台）- 零
- 99.9 不可能的翻案 第9集（2016年6月12日、TBS）- 山城良典
- 小荳荳！第47集（2017年12月5日、朝日電視台）- 傑尼斯組合（初代）
- 流星花園～Next Season～ 第1集・第2集（2018年4月17日・24日、TBS）- 小松原拓
- 特搜9（2018年4月11日 - 6月13日、朝日電視台）- 佐久間朗
  - 特搜9 season2（2019年4月10日 - 6月26日、朝日電視台）- 佐久間朗
  - 特搜9 season3（2020年4月8日 - 7月22日、朝日電視台）- 佐久間朗
  - 特搜9 season4（2021年4月7日 - 6月30日、朝日電視台）- 佐久間朗
  - 特搜9 season6 第7集（2023年5月17日、朝日電視台）- 佐久間朗
  - 特搜9 season7 第8集（2024年5月22日、朝日電視台）- 佐久間朗
  - 特搜9 final season 第9集（2025年6月4日、朝日電視台）- 佐久間朗
- 影響（日语：インフルエンス）（2021年3月20日 - 4月17日、WOWOW）- 緒方步
- RISKY我們的愛情很危險（2021年3月26日 - 5月7日、MBS）- 淺井光汰
- 負責接送的澀谷哥哥（2024年4月2日 - 6月18日、關西電視台・富士電視台）- 大崎達也[5]
- 本能開關（2025年1月11日 - 3月15日、朝日電視台）- 主演・秋山聖（與葵若菜雙主演）[6]
- 災（2025年4月6日 - 5月11日、WOWOW）- 菊池大貴[7]
- IGNITE 第2集（2025年4月25日、TBS）- 西田颯斗[8]

### 網路劇
- 初戀開關 後篇（2025年3月9日、TELASA）- 秋山聖[9]

### 節目
- Johnny's Jr. Land（BS SKY PerfecTV!）
- Gamshara!（2014年4月12日 - 節目停播、朝日電視台）
- Love it!（2024年1月12日 - 3月29日、TBS） - 「Love it! Family」1-3月每週五棚內來賓
  - Love it!（2024年5月23日、TBS）- 達成棚內大滿貫（Grand Slam，即週一至週五均出演過）
- R4 STREET DANCE Season 1（2024年7月15日 - 10月21日、富士電視台）[10] - 宮近隊 Rep. 代表（舞蹈競賽節目，每隊由1名藝人搭配5名來自日本職業舞蹈聯賽「D. LEAGUE」的舞者）

### 電影
- 少年們（2019年3月29日、松竹）- 隼人
- 災 劇場版（2026年、Bitters End）- 菊池大貴[11]

### 舞台劇
- Johnny's Dome Theatre 〜SUMMARY〜（2012年9月8日 - 9日、TOKYO DOME CITY HALL）
- ABC 座 2013 Johnny's 傳說（2013年10月6日 - 28日、日生劇場）
- ABC 座 2014 Johnny's 傳說（2014年5月9日 - 30日、日生劇場）
- All Night Nippon 50周年記念舞台「太陽のかわりに音楽を。」（2017年12月7日 - 17日、博品館劇場）
- 春風化雨（2018年10月5日 - 24日、新國立劇場中劇場）- 尼爾‧派瑞（Neil Perry）

### 廣播
- 宮近海斗的 All Night Nippon R（2017年11月11日、日本放送）

### 演唱會
- Gamshara J's Party !! Vol.1（2014年2月1日 - 2日、EX THEATER ROPPONGI）
- Gamshara J's Party !! Vol.3（2014年4月16日 - 17日、EX THEATER ROPPONGI）
- Gamshara J's Party !! Vol.9（2015年3月30日 - 4月2日、EX THEATER ROPPONGI）
- Gamshara! Summer Station〔Team 霸〕（2015年7月23日・26日・29日・30日・8月12日・13日・15日・16日、EX THEATER ROPPONGI）

### CM
- めちゃコミック「電視劇《RISKY》聯合 CM」（2021年3月）[12]

## 外部連結
- 宮近海斗的TikTok
- 宮近海斗的X（前Twitter）
- STARTO ENTERTAINMENT > Travis Japan （页面存档备份，存于）
- 宮近海斗 個人簡介｜ISLAND TV - 頁庫存檔（2022年12月28日）
- 宮近海斗在互联网电影资料库（IMDb）上的資料（英文）